# Jorge Furtado
Jorge Alberto Furtado (Porto Alegre, 9 de junho de 1959) é um cineasta brasileiro.

## Biografia
De formação parcialmente autodidata, cursou medicina, psicologia, jornalismo e artes plásticas, sem concluir nenhum dos cursos. Foi durante o curso de medicina na Fundação Católica (hoje UFCSPA) que Furtado descobriu o amor pelos filmes. Frequentava o Cine Bristol, na Avenida Osvaldo Aranha, em Porto Alegre, para ver trabalhos de diretores como Truffaut, Godard e Resnais. Foi ao ver Deu pra ti, anos 70 (1981), de Giba Assis Brasil e Nelson Nadotti, porém, que decidiu seguir esse caminho.
Ao trocar a faculdade para jornalismo, começou a carreira profissional no início dos anos 1980, na TVE RS, onde foi repórter, apresentador, editor, roteirista e produtor. Em 1982 foi um dos criadores do programa semanal "Quizumba", que misturava ficção e documentário, com uma linguagem bastante ousada para a televisão pública da época. Com apenas 30 minutos de duração, porém, o programa demandava muito trabalho. Por isso, resolveu junto de colegas abrir sua própria produtora.
De 1984 a 1986 foi diretor do Museu de Comunicação Social de Porto Alegre. No mesmo período, com José Pedro Goulart e Ana Luiza Azevedo, criou a empresa Luz Produções, com a qual realizou seus dois primeiros curtas e também produziu teatro. O primeiro curta, Temporal (1984), foi filmado em 35mm e baseado em um conto de Luis Fernando Verissimo. A partir de 1986 trabalhou com publicidade, tendo dirigido dezenas de comerciais para televisão até 1990.
Em 1987, foi um dos fundadores da Casa de Cinema de Porto Alegre, da qual é integrante até hoje. A nova empresa nasceu como uma cooperativa da Luz Produções com mais três produtoras, mas tornou-se uma só em 1991. No período de vigência da Lei do Curta, alcançou grande sucesso de público e crítica com os filmes O dia em que Dorival encarou a guarda (1986), Barbosa (1988) e, principalmente, Ilha das Flores (1989), com os quais recebeu vários prêmios nacionais e internacionais, inclusive no Festival de Berlim.
A partir de 1990 passou a trabalhar como roteirista para a TV Globo, em geral associado ao núcleo de Guel Arraes, com o qual escreveu e eventualmente dirigiu várias minisséries e dezenas de especiais.
Em 2002 estreou como diretor de longa-metragens com Houve uma vez dois verões. Mas foi com o segundo longa, O homem que copiava, que chegou ao grande público (mais de 600 mil espectadores nos cinemas) e recebeu vários prêmios, inclusive o Grande Prêmio Cinema Brasil, para o melhor filme brasileiro de 2003.
Ministrou vários cursos de roteiro para cinema e televisão, em parceria com seus colegas da Casa de Cinema (1989 e 1990) ou individualmente, no Festival de Inverno de Ouro Preto (1993 e 1995), na Fundação Cultural Banco do Brasil (1997) e na Escuela Internacional de Cine y Television de San Antonio de los Baños, Cuba (1999).
Festivais de vários países já realizaram retrospectivas e homenagens à obra de Jorge Furtado: em Hamburgo (1994), Rotterdam (1995), São Paulo (1997), Santa Maria da Feira (1998), Goiânia (2002), Toulouse (2004), Paris (2005), Londres (2006), Bruxelas (2006) e Punta del Este (2024). Em março de 2008, o Harvard Film Archive, ligado à Universidade de Harvard, promoveu a mostra "Jorge Furtado's Porto Alegre" Arquivado em 4 de junho de  2018, no Wayback Machine., com a exibição de 2 longas e 7 curtas.
Tem três filhos: Pedro, Julia e Alice.

## Filmografia

### Cinema
| Ano  | Título                                     | Função               | Notas          |
| ---- | ------------------------------------------ | -------------------- | -------------- |
| 1984 | Temporal                                   | Diretor e roteirista | Curta-metragem |
| 1986 | O Dia em que Dorival Encarou a Guarda      | Diretor e roteirista | Curta-metragem |
| 1988 | Barbosa                                    | Diretor e roteirista | Curta-metragem |
| 1989 | Ilha das Flores                            | Diretor e roteirista | Curta-metragem |
| 1990 | Memória                                    | Roteirista           | Curta-metragem |
| 1991 | Esta não é a sua vida                      | Diretor e roteirista | Curta-metragem |
| 1994 | Veja Bem                                   | Diretor e roteirista | Curta-metragem |
| 1995 | Felicidade é... Estrada                    | Diretor e roteirista | Curta-metragem |
| 1997 | Ângelo Anda Sumido                         | Diretor e roteirista | Curta-metragem |
| 1999 | Três Minutos                               | Roteirista           | Curta-metragem |
| 2000 | O Sanduíche                                | Diretor e roteirista | Curta-metragem |
| 2000 | Tolerância                                 | Roteirista           | Longa-metragem |
| 2001 | Caramuru - A Invenção do Brasil            | Roteirista           | Longa-metragem |
| 2002 | Houve uma Vez Dois Verões                  | Diretor e roteirista | Longa-metragem |
| 2003 | Benjamim                                   | Roteirista           | Longa-metragem |
| 2003 | O Homem que Copiava                        | Diretor e roteirista | Longa-metragem |
| 2003 | Lisbela e o Prisioneiro                    | Roteirista           | Longa-metragem |
| 2004 | Oscar Boz                                  | Diretor e roteirista | Curta-metragem |
| 2004 | Meu Tio Matou um Cara                      | Diretor e roteirista | Longa-metragem |
| 2005 | O Coronel e o Lobisomem                    | Roteirista           | Longa-metragem |
| 2007 | Saneamento Básico, o Filme                 | Diretor e roteirista | Longa-metragem |
| 2007 | Rummikub                                   | Diretor e roteirista | Curta-metragem |
| 2010 | Antes que o Mundo Acabe                    | Roteirista           | Longa-metragem |
| 2010 | Velazquez e a Teoria Quântica da Gravidade | Diretor e roteirista | Curta-metragem |
| 2010 | Até a Vista                                | Diretor e roteirista | Curta-metragem |
| 2014 | O Mercado de Notícias                      | Diretor e roteirista | Documentário   |
| 2015 | Real Beleza                                | Diretor              | Longa-metragem |
| 2018 | Rasga Coração                              | Diretor e roteirista | Longa-metragem |
| 2022 | Vai Dar Nada                               | Diretor e roteirista | Longa-metragem |

### Televisão
| Ano  | Título                        | Papel                | Notas                                                            | Emissora   |
| ---- | ----------------------------- | -------------------- | ---------------------------------------------------------------- | ---------- |
| 1993 | Agosto                        | Roteirista           | Minissérie                                                       | Rede Globo |
| 1994 | Memorial de Maria Moura       | Roteirista           | Minissérie                                                       | Rede Globo |
| 1994 | A Matadeira                   | Diretor e roteirista | Curta-metragem Parte do telefilme Os Sete Sacramentos de Canudos | ZDF        |
| 1995 | A Comédia da Vida Privada     | Roteirista           | Série                                                            | Rede Globo |
| 1999 | Luna Caliente                 | Roteirista           | Minissérie                                                       | Rede Globo |
| 2000 | A Invenção do Brasil          | Roteirista           | Minissérie                                                       | Rede Globo |
| 2001 | Brava Gente                   | Diretor e roteirista | Episódio: Meia Encarnada Dura de Sangue                          | Rede Globo |
| 2001 | Os Normais                    | Roteirista           | Série, dois episódios                                            | Rede Globo |
| 2008 | Ó Paí, Ó                      | Roteirista           | Série                                                            | Rede Globo |
| 2009 | Decamerão: A Comédia do Sexo  | Diretor e roteirista | Série                                                            | Rede Globo |
| 2010 | Clandestinos: o Sonho Começou | Roteirista           | Série                                                            | Rede Globo |
| 2011 | A Mulher Invisível            | Roteirista           | Série, um episódio                                               | Rede Globo |
| 2011 | A História do Amor            | Diretor e roteirista | Quadro do Fantástico                                             | Rede Globo |
| 2011 | Homens de Bem                 | Diretor e roteirista | Telefilme                                                        | Rede Globo |
| 2012 | Doce de Mãe                   | Diretor e roteirista | Telefilme                                                        | Rede Globo |
| 2014 | Doce de Mãe                   | Diretor e roteirista | Série                                                            | Rede Globo |
| 2015 | Mister Brau                   | Roteirista           | Série                                                            | Rede Globo |
| 2016 | Nada Será Como Antes          | Autor principal      | Minissérie                                                       | Rede Globo |
| 2017 | Sob Pressão                   | Roteirista           | Série                                                            | Rede Globo |
| 2020 | Todas as Mulheres do Mundo    | Roteirista           | Série                                                            | Globoplay  |
| 2020 | Amor e Sorte                  | Autor principal      | Série                                                            | Rede Globo |
| 2024 | Tô Nessa                      | Autor principal      | Série                                                            | Rede Globo |

## Principais premiações
- 2003: Grande Prêmio Cinema Brasil de melhor diretor e de melhor roteiro original, por O homem que copiava.
- 2003: Prêmio de melhor roteiro no Festival de Cinema de Miami, por O homem que copiava.
- 2003: Prêmio da Crítica no Festival Internacional de Punta del Este, por O homem que copiava.
- 2002: Grande Prêmio Cinema Brasil de melhor roteiro original, por Houve uma vez dois verões.
- 2002: Prêmio de melhor filme - crítica no Cine Ceará, por Houve uma vez dois verões.
- 2002: Prêmio de melhor diretor no Cine Ceará, por Houve uma vez dois verões.
- 2002: Prêmio de Melhor filme no Festival de Cinema Brasileiro de Paris, por Houve uma vez dois verões.
- 2000: Indicação ao Grande Prêmio Cinema Brasil de Melhor Curta-metragem, por O Sanduíche.
- 1995: Prêmio do Público no Festival de Gramado, por Felicidade é....
- 1995: Kikito de melhor filme brasileiro no Festival de Gramado, por Felicidade é....
- 1989: Urso de Prata de melhor curta-metragem no Festival de Berlim, por Ilha das Flores (1989).
- 1988: Melhor curta-metragem no Festival de Havana, por Barbosa
- 1986: Melhor curta-metragem nos festivais de Gramado, Havana e Huelva, por O Dia em que Dorival Encarou a Guarda.

## Livros publicados
- 2012 - Alice através do espelho (Lewis Carroll; tradução, com Liziane Kugland); editora Objetiva
- 2009 - Pedro Malazarte e a Arara Gigante (infantil, teatro), editora Artes e Ofícios
- 2007 - Aventuras de Alice no País das Maravilhas (Lewis Carroll; tradução, com Liziane Kugland); editora Objetiva
- 2006 - Trabalhos de amor perdidos (romance, editora Objetiva)
- 2002 - Meu tio matou um cara e outras histórias (contos), editora L&PM
- 2000 - A invenção do Brasil (roteiro da minissérie, editora Objetiva, com Guel Arraes)
- 1992 - Um astronauta no Chipre (depoimento a Marcelo Carneiro da Cunha, editora Artes e Ofícios)